# Aspidium ptarmicum
Aspidium ptarmicum là một loài dương xỉ trong họ Tectariaceae. Loài này được Kunze ex Mett. mô tả khoa học đầu tiên.
Danh pháp khoa học của loài này chưa được làm sáng tỏ. 